# Cerisy-la-Forêt
Cerisy-la-Forêt es una localidad  y comuna francesa, situada en el departamento de Mancha en la región de Baja Normandía. 

## Demografía
| 999 | 1051 | 923 | 941 | 784 | 839 |
| Para los censos de 1962 a 1999 la población legal corresponde a la población sin duplicidades (Fuente: INSEE [Consultar]) |      |     |     |     |     |

(Población sans doubles comptes según la metodología del INSEE).

## Lugares de interés
Abadía de Cerisy-la-Forêt, fundada en el año 1032 por el duque Roberto I de Normandía, padre de Guillermo I de Inglaterra.